# Parwa liga 2019/20
Die Parwa liga 2019/20 (offiziell: efbet Liga nach dem Ligasponsor Efbet) war die 96. Saison der höchsten bulgarischen Fußballspielklasse und die vierte unter dem reformierten Modus der Parwa liga („Erste Liga“).
Die Saison begann am 12. Juli 2019 und sollte ursprünglich am 31. Mai 2020 enden. Wegen der COVID-19-Pandemie wurde der Spielbetrieb am 13. März 2020 niedergelegt. Nachdem am 6. Mai die bulgarische Regierung die Lockerung der Maßnahmen gegen die Pandemie erklärte, erklärte der bulgarische Fußballverband am 7. Mai 2020 seinen Plan, den Spielbetrieb am 5. Juni neuzustarten. Der Plan enthielt auch ein Szenario, dass im Falle eines erneuten Abbruchs des Spielbetriebs die Meisterschaft für abgeschlossen erklärt würde und als Endstand der Tabellenstand nach der letzten komplett gespielten Runde herangezogen würde. Am 21. Juni 2020 wurde Ludogorez Rasgrad zum neunten Mal in Folge bulgarischer Meister, nachdem der Klub einen 2:1-Sieg gegen Beroe errungen hatte.

## Mannschaften
| Team                    | Stadt          | Heimstadion                | Kapazität |
| ----------------------- | -------------- | -------------------------- | --------- |
| FK Arda Kardschali      | Kardschali     | Arena Arda                 | 15.000    |
| Beroe Stara Sagora      | Stara Sagora   | Beroe-Stadion              | 13.500    |
| Botew Plowdiw           | Plowdiw        | Christo-Botew-Stadion      | 22.000    |
| Botew Wraza             | Wraza          | Christo-Botew-Stadion      | 12.000    |
| FC Dunaw Russe          | Russe          | Gradski-Stadion            | 19.960    |
| SFK Etar Weliko Tarnowo | Weliko Tarnowo | Iwajlo-Stadion             | 25.000    |
| Lewski Sofia            | Sofia          | Georgi-Asparuchow-Stadion  | 29.200    |
| Lokomotive Plowdiw      | Plowdiw        | Lokomotiv-Stadion          | 10.800    |
| Ludogorez Rasgrad       | Rasgrad        | Arena Ludogorez            | 08.808    |
| Slawia Sofia            | Sofia          | Owtscha-Kupel-Stadion      | 25.556    |
| Zarsko Selo Sofia       | Sofia          | Tsarsko Selo Sport Complex | 01.550    |
| Tscherno More Warna     | Warna          | Titscha-Stadion            | 12.000    |
| Witoscha Bistriza       | Bistriza       | Bistriza-Stadion           | 02.000    |
| ZSKA Sofia              | Sofia          | Balgarska-Armija-Stadion   | 22.015    |

## Reguläre Saison
Die 14 Vereine spielen zunächst in einer Doppelrunde die reguläre Saison aus. Diese Tabelle dient als Grundlage für die Qualifikation zu verschiedenen Platzierungsrunden. Die sechs bestplatzierten Vereine erreichen die Meisterschaftsrunde, die Teams auf den Plätzen sieben bis vierzehn spielen in der Abstiegsrunde um einen möglichen internationalen Startplatz und ermitteln die Mannschaften, die an der Relegation teilnehmen.

### Tabelle
| Pl. | Verein                  | Sp. | S  | U  | N  | Tore    | Diff. | Punkte |
| --- | ----------------------- | --- | -- | -- | -- | ------- | ----- | ------ |
| 1.  | Ludogorez Rasgrad (M)   | 26  | 18 | 8  | 0  | 046:120 | +34   | 62     |
| 2.  | Lokomotive Plowdiw (P)  | 26  | 14 | 8  | 4  | 049:230 | +26   | 50     |
| 3.  | ZSKA Sofia              | 26  | 14 | 8  | 4  | 041:170 | +24   | 50     |
| 4.  | Lewski Sofia            | 26  | 14 | 7  | 5  | 043:190 | +24   | 49     |
| 5.  | Slawia Sofia            | 26  | 13 | 6  | 7  | 036:280 | +8    | 45     |
| 6.  | Beroe Stara Sagora      | 26  | 14 | 1  | 11 | 044:340 | +10   | 43     |
| 7.  | Tscherno More Warna     | 26  | 10 | 10 | 6  | 032:240 | +8    | 40     |
| 8.  | FK Arda Kardschali (N)  | 26  | 7  | 10 | 9  | 027:330 | −6    | 31     |
| 9.  | Botew Plowdiw           | 26  | 8  | 6  | 12 | 026:300 | −4    | 30     |
| 10. | SFK Etar Weliko Tarnowo | 26  | 6  | 9  | 11 | 031:450 | −14   | 27     |
| 11. | Zarsko Selo Sofia (N)   | 26  | 7  | 4  | 15 | 024:420 | −18   | 25     |
| 12. | Botew Wraza             | 26  | 5  | 7  | 14 | 021:460 | −25   | 22     |
| 13. | Dunaw Russe             | 26  | 4  | 7  | 15 | 021:490 | −28   | 19     |
| 14. | Witoscha Bistriza       | 26  | 1  | 3  | 22 | 015:540 | −39   | 06     |

Platzierungskriterien: 1. Punkte – 2. Direkter Vergleich (Punkte, Tordifferenz, geschossene Tore) – 3. Tordifferenz – 4. geschossene Tore

| (M) | amtierender bulgarischer Meister      |
| (P) | amtierender bulgarischer Pokalsieger  |
| (N) | Aufsteiger aus der Wtora liga 2018/19 |

### Kreuztabelle
Die Kreuztabelle stellt die Ergebnisse aller Spiele dieser Saison dar. Die Heimmannschaft ist in der linken Spalte, die Gastmannschaft in der oberen Zeile aufgelistet.
| 2019/20                 | FK Arda Kardschali | Beroe Stara Sagora | Botew Plowdiw | Botew Wraza | Dunaw Russe | Etar Weliko Tarnowo | Lewski Sofia | Lokomotive Plowdiw | Ludogorez Rasgrad | Slawia Sofia | Zarsko Selo Sofia | Tscherno More Warna | Witoscha Bistriza |     |
| ----------------------- | ------------------ | ------------------ | ------------- | ----------- | ----------- | ------------------- | ------------ | ------------------ | ----------------- | ------------ | ----------------- | ------------------- | ----------------- | --- |
| FK Arda Kardschali      |                    | 3:1                | 0:0           | 2:1         | 0:2         | 2:1                 | 1:3          | 2:5                | 1:1               | 0:1          | 0:2               | 0:0                 | 2:0               | 0:0 |
| Beroe Stara Sagora      | 0:1                |                    | 2:0           | 4:0         | 2:0         | 2:0                 | 1:1          | 2:0                | 2:4               | 1:2          | 2:0               | 3:0                 | 1:0               | 2:1 |
| Botew Plowdiw           | 1:1                | 3:1                |               | 0:1         | 3:1         | 2:0                 | 1:0          | 0:0                | 0:1               | 0:1          | 0:2               | 1:1                 | 2:1               | 0:1 |
| Botew Wraza             | 3:1                | 1:3                | 3:0           |             | 0:0         | 2:1                 | 0:0          | 1:4                | 0:1               | 0:2          | 0:1               | 1:1                 | 1:1               | 0:3 |
| Dunaw Russe             | 0:0                | 0:3                | 1:2           | 0:0         |             | 0:2                 | 1:4          | 0:3                | 0:1               | 0:0          | 3:1               | 0:2                 | 2:0               | 1:1 |
| SFK Etar Weliko Tarnowo | 1:1                | 2:1                | 2:2           | 1:1         | 5:3         |                     | 0:0          | 0:5                | 1:1               | 0:2          | 1:1               | 1:0                 | 1:0               | 0:4 |
| Lewski Sofia            | 2:1                | 1:3                | 3:1           | 3:1         | 2:0         | 3:0                 |              | 1:0                | 0:1               | 1:2          | 2:0               | 3:0                 | 2:0               | 0:0 |
| Lokomotive Plowdiw      | 0:0                | 3:0                | 1:1           | 2:0         | 3:1         | 2:0                 | 0:0          |                    | 1:1               | 3:2          | 4:0               | 1:0                 | 1:1               | 1:0 |
| Ludogorez Rasgrad       | 2:0                | 3:1                | 2:1           | 6:0         | 5:1         | 2:0                 | 2:0          | 2:1                |                   | 0:0          | 2:0               | 1:1                 | 2:0               | 0:0 |
| Slawia Sofia            | 2:3                | 2:4                | 2:1           | 2:2         | 3:1         | 2:1                 | 0:2          | 1:1                | 1:1               |              | 1:0               | 0:1                 | 3:2               | 1:2 |
| Zarsko Selo Sofia       | 0:0                | 2:1                | 0:3           | 3:0         | 1:2         | 2:2                 | 0:2          | 2:3                | 0:2               | 1:3          |                   | 1:1                 | 1:0               | 2:1 |
| Tscherno More Warna     | 1:1                | 2:0                | 2:0           | 4:1         | 1:1         | 1:1                 | 2:2          | 3:1                | 1:2               | 0:0          | 1:0               |                     | 2:0               | 0:2 |
| Witoscha Bistriza       | 1:3                | 1:2                | 0:2           | 0:2         | 0:0         | 2:6                 | 0:4          | 2:3                | 0:1               | 0:1          | 3:2               | 0:2                 |                   | 0:1 |
| ZSKA Sofia              | 3:2                | 2:0                | 1:0           | 1:0         | 4:0         | 2:2                 | 2:2          | 1:1                | 0:0               | 1:0          | 3:0               | 1:3                 | 4:0               |     |

## Meisterschaftsrunde
Die sechs bestplatzierten Vereine der regulären Saison erreichten die Meisterschaftsrunde, in der es neben der Meisterschaft auch um die internationalen Plätze im Europapokal ging. Der Meister qualifizierte sich für die erste Qualifikationsrunde zur Champions League und der Vizemeister erreichte die 1. Qualifikationsrunden der Europa League. Der Drittplatzierte nahm an den Europa-League-Playoffs teil.
Gespielt werden sollte ursprünglich eine weitere Doppelrunde zwischen den sechs Vereinen, wobei alle Ergebnisse aus der regulären Saison übertragen werden sollten. Nach der COVID-Pandemie wurde entschieden, dass die sechs Vereinen nur einmal gegeneinander spielen sollten.
| Pl. | Verein                 | Sp. | S  | U  | N  | Tore    | Diff. | Punkte |
| --- | ---------------------- | --- | -- | -- | -- | ------- | ----- | ------ |
| 1.  | Ludogorez Rasgrad (M)  | 31  | 21 | 9  | 1  | 059:180 | +41   | 72     |
| 2.  | ZSKA Sofia             | 31  | 16 | 11 | 4  | 052:220 | +30   | 59     |
| 3.  | Slawia Sofia           | 31  | 16 | 7  | 8  | 042:320 | +10   | 55     |
| 4.  | Lewski Sofia           | 31  | 15 | 8  | 8  | 050:300 | +20   | 53     |
| 5.  | Lokomotive Plowdiw (P) | 31  | 15 | 8  | 8  | 053:350 | +18   | 53     |
| 6.  | Beroe Stara Sagora     | 31  | 16 | 1  | 14 | 050:430 | +7    | 49     |

| (M) | amtierender bulgarischer Meister     |
| (P) | amtierender bulgarischer Pokalsieger |

| 2020               | Beroe Stara Sagora | Lewski Sofia | Lokomotive Plowdiw | Ludogorez Rasgrad | Slawia Sofia |     |
| ------------------ | ------------------ | ------------ | ------------------ | ----------------- | ------------ | --- |
| Beroe Stara Sagora |                    | 1:2          | −                  | −                 | 2:0          | −   |
| Lewski Sofia       | −                  |              | 1:2                | −                 | 1:2          | −   |
| Lokomotive Plowdiw | 0:2                | −            |                    | −                 | 0:1          | 1:2 |
| Ludogorez Rasgrad  | 2:1                | 3:0          | 6:1                |                   | −            | −   |
| Slawia Sofia       | −                  | −            | −                  | 3:1               |              | 0:0 |
| ZSKA Sofia         | 5:0                | 3:3          | −                  | 1:1               | −            |     |

## Abstiegsrunde
Die Teams auf den Plätzen 7 bis 14 der regulären Saison wurden nach dem Serpentinenverfahren auf zwei Gruppen aufgeteilt. Die zwei besten Vereine jeder Gruppe qualifizierten sich für die Europa-League-Playoffs, während die zwei schlechtesten Vereine um ihren Verbleib in der Parwa Liga weiterspielen mussten.
Gespielt sollte ursprünglich eine weitere Doppelrunde zwischen den vier Vereinen von jeder Gruppe, wobei alle Ergebnisse aus der Vorrunde übertragen werden. Nach der COVID-Pandemie wurde entschieden, dass die vier Vereinen von jeder Gruppe nur einmal zwischeneinander spielen sollen.

### Gruppe A
| Pl. | Verein                  | Sp. | S  | U  | N  | Tore    | Diff. | Punkte |
| --- | ----------------------- | --- | -- | -- | -- | ------- | ----- | ------ |
| 1.  | Tscherno More Warna     | 29  | 12 | 11 | 6  | 039:270 | +12   | 47     |
| 2.  | SFK Etar Weliko Tarnowo | 29  | 7  | 10 | 12 | 034:480 | −14   | 31     |
| 3.  | Zarsko Selo Sofia (N)   | 29  | 9  | 4  | 16 | 027:460 | −19   | 31     |
| 4.  | Witoscha Bistriza       | 29  | 1  | 3  | 25 | 015:570 | −42   | 06     |

| (N) | Aufsteiger aus der Wtora liga 2018/19 |

| 2020                    | Etar Weliko Tarnowo | Zarsko Selo Sofia | Tscherno More Warna | Witoscha Bistriza |
| ----------------------- | ------------------- | ----------------- | ------------------- | ----------------- |
| SFK Etar Weliko Tarnowo |                     | 0:1               | −                   | 1:0               |
| Zarsko Selo Sofia       | −                   |                   | 1:4                 | −                 |
| Tscherno More Warna     | 2:2                 | −                 |                     | 1:0               |
| Witoscha Bistriza       | −                   | 0:1               | −                   |                   |

### Gruppe B
| Pl. | Verein                 | Sp. | S  | U  | N  | Tore    | Diff. | Punkte |
| --- | ---------------------- | --- | -- | -- | -- | ------- | ----- | ------ |
| 1.  | Botew Plowdiw          | 29  | 10 | 6  | 13 | 032:340 | −2    | 36     |
| 2.  | FK Arda Kardschali (N) | 29  | 8  | 11 | 10 | 028:350 | −7    | 35     |
| 3.  | Botew Wraza            | 29  | 6  | 8  | 15 | 026:500 | −24   | 26     |
| 4.  | Dunaw Russe            | 29  | 5  | 7  | 17 | 025:550 | −30   | 22     |

| (N) | Aufsteiger aus der Wtora liga 2018/19 |

| 2020               | FK Arda Kardschali | Botew Plowdiw | Botew Wraza | Dunaw Russe |
| ------------------ | ------------------ | ------------- | ----------- | ----------- |
| FK Arda Kardschali |                    | 1:0           | −           | 0:2         |
| Botew Plowdiw      | −                  |               | 3:2         | 3:1         |
| Botew Wraza        | 0:0                | −             |             | −           |
| Dunaw Russe        | −                  | −             | 1:3         |             |

## Qualifikationsspiele

### UEFA Europa League
Die beiden bestplatzierten Vereine jeder Gruppe des Play-offs sowie der Drittplatzierte der Meisterschaftsrunde spielten in drei Runden jeweils mit Hin- und Rückspiel einen weiteren Startplatz zur UEFA Europa League aus. Die vier Mannschaften aus den Play-offs ermittelten in den ersten beiden Runden den Klub, der in der 3. Runde gegen den Drittplatzierten aus der Meisterschaftsrunde antrat. Der Sieger aus diesem Spiel startet dann in der 1. Qualifikationsrunde der UEFA Europa League 2020/21. Nach der COVID-Pandemie wurde entschieden, dass die Qualifikationsspiele als Einzelspiele ausgetragen werden sollen.
Runde 1
| Datum                          |                     | Ergebnis |                         |
| ------------------------------ | ------------------- | -------- | ----------------------- |
| 7. Juli 2020, 18:00 Uhr (OESZ) | Tscherno More Warna | 1:0      | FK Arda Kardschali      |
| 7. Juli 2020, 21:00 Uhr (OESZ) | Botew Plowdiw       | 1:0      | SFK Etar Weliko Tarnowo |

Runde 2
| Datum                           |                     | Ergebnis |               |
| ------------------------------- | ------------------- | -------- | ------------- |
| 11. Juli 2020, 20:00 Uhr (OESZ) | Tscherno More Warna | 0:1      | Botew Plowdiw |

Runde 3
| Datum                           |              | Ergebnis |               |
| ------------------------------- | ------------ | -------- | ------------- |
| 19. Juli 2020, 20:30 Uhr (OESZ) | Slawia Sofia | 2:1      | Botew Plowdiw |

### Relegation
Der Verein, der in der Abstiegsrunde die wenigsten Punkten hat, war automatisch abgestiegen. Die verbliebene drei schlechtstplatzierten Vereine der Parwa Liga bildeten eine Gruppe, wobei sie eine weitere Doppelrunde austragen. Im Gegensatz zu den vorherigen Runden, wurden die vorherigen Ergebnisse nicht übertragen. Der Sieger der Gruppe blieb auch im nächsten Saison in die Parwa Liga. Der Zweitplatzierte traf auf dem Dritten der Wtora Liga, während der Drittplatzierte gegen den Zweiten der Wtora Liga spielte. Die beiden Sieger qualifizierten sich für die Parwa liga, während die Verlierer in der Wtora liga spielen musste. Nach der COVID-Pandemie wurde es entschieden, dass die drei Vereinen nur einmal gegeneinander spielen sollen.
| Pl. | Verein                | Sp. | S | U | N | Tore    | Diff. | Punkte |
| --- | --------------------- | --- | - | - | - | ------- | ----- | ------ |
| 1.  | Botew Wraza           | 2   | 1 | 1 | 0 | 003:000 | +3    | 04     |
| 2.  | Dunaw Russe           | 2   | 1 | 1 | 0 | 001:000 | +1    | 04     |
| 3.  | Zarsko Selo Sofia (N) | 2   | 0 | 0 | 2 | 000:400 | −4    | 0      |

| (N) | Aufsteiger aus der Wtora liga 2019/20 |

| 2020              | Botew Wraza | Dunaw Russe | Zarsko Selo Sofia |
| ----------------- | ----------- | ----------- | ----------------- |
| Botew Wraza       |             | 0:0         | −                 |
| Dunaw Russe       | −           |             | 1:0               |
| Zarsko Selo Sofia | 0:3         | −           |                   |

Abstiegsrelegation
Dunaw Russe als Zwölfter trat gegen den Dritten der Wtora liga an, Tsarsko Selo als 13. gegen den Zweiten der Wtora liga. Beide Spiele fanden auf neutralen Boden statt.
| Datum                             |                   | Ergebnis |                 | Stadion                          |
| --------------------------------- | ----------------- | -------- | --------------- | -------------------------------- |
| 17. Juli 2020 um 20:00 Uhr (OESZ) | Dunaw Russe       | 1:4      | PFK Montana     | Sofia (Owtscha-Kupel-Stadion)    |
| 18. Juli 2020 um 20:00 Uhr (OESZ) | Zarsko Selo Sofia | 2:0      | Septemwri Sofia | Sofia (Balgarska-Armija-Stadion) |

Dunaw Russe stieg ab.

## Torschützenliste
| Pl. | Spieler          | Mannschaft            | Tore |
| --- | ---------------- | --------------------- | ---- |
| 01. | Martin Kamburow  | Beroe Stara Sagora    | 18   |
| 02. | Ismail Issa      | Tscherno More Warna   | 13   |
| 02. | Ali Sowe         | ZSKA Sofia            | 13   |
| 04. | Claudiu Keșerü   | Ludogorez Rasgrad     | 12   |
| 04. | Dimitar Iliew    | Lokomotive Plowdiw    | 12   |
| 06. | Nigel Robertha   | Lewski Sofia          | 11   |
| 07. | Evandro          | ZSKA Sofia            | 10   |
| 07. | Radoslaw Wasilew | FK Arda Kardschali    | 10   |
| 09. | Rodney Antwi     | FC Tsarsko Selo Sofia | 09   |
| 09. | Stanislaw Iwanow | Lewski Sofia          | 09   |
| 09. | Todor Nedelew    | Botew Plowdiw         | 09   |
| 12. | Daniel Mladenow  | Etar Weliko Tarnowo   | 08   |
| 12. | Paulinho         | Lewski Sofia          | 08   |
| 12. | Tiago Rodrigues  | ZSKA Sofia            | 08   |